# Gustavo Yamada
Gustavo Adolfo Yamada Fukusaki (Lima, 8 de abril de 1963) es un economista peruano.

## Biografía
Estudió Economía en la Universidad del Pacífico, en la que se obtuvo el título profesional de Economista. Obtuvo un Master of Arts y un PhD en Economía en la Universidad de Columbia.
De 1991 a 1992 trabajó como consultor para el Banco Mundial.
En 1996 fue designado como Viceministro de Promoción Social por el presidente Alberto Fujimori.
De 1998 a 1999 trabajó como Economista en el Fondo Monetario Internacional y luego en el Banco Interamericano de Desarrollo hasta 2003.
En el campo académico, se desempeña como docente en la Facultad de Economía de la Universidad del Pacífico, en la que también es investigador en el Centro de Investigación. Fue Decano de la Facultad de Economía de 2013 a 2015.
En 2024, fue nombrado Vicerrector de Investigación de la Universidad del Pacífico.

### Banco Central de Reserva
En 2013 fue designado como Director del Banco Central de Reserva del Perú por el Congreso de la República con 100 votos a favor. Ejerció el cargo hasta 2016.
En agosto de 2016, fue designado nuevamente como Director del Banco Central de Reserva del Perú pero esta vez en representación del Poder Ejecutivo.

## Publicaciones
- Poverty, inequality, and social policies in Peru: as poor as it gets (2014)
- Reinserción laboral adecuada: dificultades e implicancias de política (2008)
- Análisis económico aplicado a la demografía, la educación y la política fiscal (2007)
- Generación de empleo en el Perú: seis casos recientes de éxito (2007)
- Retornos a la educación superior en el mercado laboral: ¿vale la pena el esfuerzo? (2007)
- Evaluación de impacto de proyectos de desarrollo en el Perú (2005)
- Horas de trabajo: determinantes y dinámica en el Perú urbano (2005)
- Medición de impacto en el nivel de vida de la población del desempeño macroeconómico para el período 2001- 2004 (2005)

## Reconocimientos
- Orden del Trabajo del Ministerio de Trabajo y Promoción del Empleo en el grado de Comendador